# هلولة بسيطة
هلولة بسيطة (الاسم العلمي:Hellula simplicalis) هي نوع من الحشرات تتبع جنس الهلولة من فصيلة عثث العشب.